# 速度9

《闪电侠：现世跑得最快的人》#7里，惯性向自己身上打名为“速度9”的药

速度9（英語：Velocity 9）是漫画《闪电侠》中的虚构药物。

## 设定
由汪達爾·薩維奇研制的一种药物，这种药物可以使使用者获得超级速度的能力。虽然该药功能强大，但副作用也是很大的，他会导致加速衰老、容易疲劳、使眼睛充满血丝、发愣、过量分泌唾液甚至导致人死亡。这种药物对追求成功的年轻男子很有吸引力。
几年后，速度9药物里的杂质被成功纯化掉，新的配方不再有可怕的副作用。丧钟9给惯性提供了一些速度9，这使得惯性重新获得了超人速度。

## 影視作品
- 2014年電視劇《閃電俠》第二季設定速度6至速度9的開發過程。
  - 伊麗莎是凱薩琳的好友，其速度來源於注射了凱薩琳研究的速度提升藥物—終極速度-9，在注射藥物後擁有比較閃電俠還快的速度，最終由於終極速度-9的副作用，其奔跑後身上的閃電由紅色變為藍色，在奔跑中化為灰燼。